# Las Meninas
|  | Per a altres significats, vegeu Las Meninas (Picasso). |

Las Meninas (també anomenat La familia de Felipe IV) és un quadre del pintor espanyol Diego Velázquez pintat l'any 1656, i exposat actualment al Museu del Prado a Madrid. És una de les obres pictòriques més analitzades i comentades. Encara que va ser descrit amb un cert detall per Antonio Palomino i esmentat elogiosament per alguns artistes i viatgers que van tenir l'oportunitat de veure'l al palau, no va assolir autèntica reputació internacional fins a 1819, quan després de l'obertura del Museu del Prado va poder ser copiat i contemplat per un públic més ampli. Des d'aleshores se n'han ofert diverses interpretacions, sintetitzades per Jonathan Brown en tres grans corrents. La realista, cronològicament la primera, defensada per Stirling-Maxwell i Carl Justi, posava l'accent en la fidelitat del «moment captat» amb la qual el pintor s'anticipava al realisme de la fotografia, valorant amb Édouard Manet i Aureliano de Beruete els mitjans tècnics emprats. La publicació el 1925 de l'article dedicat a La librería de Velázquez per Sánchez Cantón, amb l'inventari de la biblioteca que posseïa Velázquez, va obrir el camí a noves interpretacions de caràcter històric-empíric basades en el reconeixement dels interessos literaris i científics del pintor. La presència a la biblioteca del pintor de llibres com els Emblemas d'Andrea Alciato o la Iconología de Cesare Ripa va estimular la recerca de variats significats ocults i continguts simbòlics a Las Meninas. Amb Michel Foucault i el postestructuralisme neix l'últim corrent interpretatiu, de caràcter filosòfic. Foucault descarta la iconografia i la seva significació i prescindeix de les dades històriques per explicar aquesta obra com una estructura de coneixement en la qual l'espectador es fa partícip dinàmic de la seva representació.
Com a tema central, mostra la infanta Margarida, tot i que la pintura presenta altres personatges, inclòs un autoretrat del mateix Velázquez. L'artista va resoldre amb gran habilitat tots els problemes de composició de l'espai, la perspectiva i la llum, gràcies al domini que tenia del tractament dels colors i els tons, i la gran facilitat per caracteritzar els personatges. Un mirall col·locat a la part del fons de la pintura reflecteix les imatges del rei Felip IV de Castella i la seva dona. Segons uns historiadors, estan entrant a la sessió de pintura, i segons d'altres, posant per ser retratats per Velázquez, sent la infanta Margarida i els seus acompanyants els que venen de visita per veure la pintura dels reis.

## Història
La datació més antiga correspon a l'inventari de l'Alcázar, el 1666, on apareix amb l'encapçalament de Su Alteza la Emperatriz con sus amas y un enano; l'altra font del títol del quadre, que es pot trobar als inventaris de l'antic Reial Alcàsser de Madrid és La família de Felip IV. Va ser l'any 1843 quan, al catàleg del Museu del Prado, se l'anomena Las Meninas, que prové de la descripció del quadre que va realitzar Antonio Palomino (1655-1726) en el seu llibre El museo pictórico y escala óptica, on relatava: «dues petites dames acompanyen a la nena infanta; són dues meninas.» Rebien aquest nom, d'origen portuguès, les acompanyants com a donzelles d'honor de les infantes, filles de nobles de la cort, i que només rebien aquesta nominació de meninas fins a la seva majoria d'edat. Del deixeble de Velázquez, Juan de Alfaro, Palomino va obtenir moltes dades de la vida del pintor, la qual cosa li va permetre escriure una biografia molt extensa on, en el tercer volum de la seva obra subtitulat El parnaso español pintoresco laureadoes, també narra algunes circumstàncies del quadre. Aquesta obra és un important i valuós material amb informació biogràfica de pintors espanyols; per aquest motiu, Palomino ha tingut l'honor d'ésser anomenat «el Vasari espanyol».

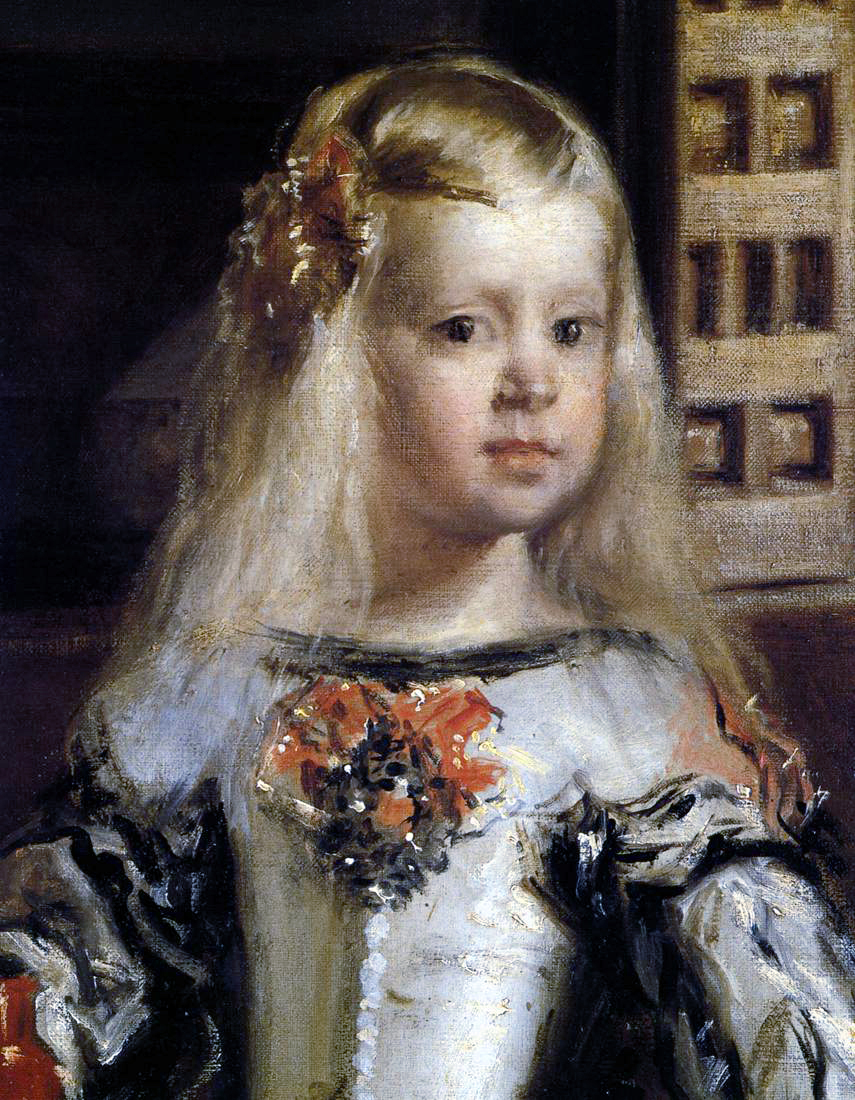
Detall de la filla de Felip IV, Margarida. La seva galta esquerra va ser restaurada després de l'incendi de l'Alcàsser de Madrid de l'any 1734.

Velázquez va ser anomenat pintor del rei l'any 1623 i el 1651 obté el títol d'Aposentador Real. El taller on pintava estava instal·lat on havia estat la cambra del finat príncep Baltasar d'Habsburg a l'antic Palau de l'Alcázar de Madrid, i és precisament aquesta sala la que es pot veure representada a la pintura de Las Meninas. Un cop finalitzat, el quadre es va penjar al despatx de Felip IV de Castella, segurament al lloc on ja s'havia destinat en el moment de fer l'encàrrec al pintor.
El Nadal de l'any 1734 el Palau va patir un gran incendi. Al seu interior es guardaven més de dues mil pintures de grans artistes com Tiziano, Dürer, Rubens i Velázquez, i es van donar per perdudes més de cinc-centes obres.
Las Meninas es van salvar, però a la galta de la infanta es va fer un petit forat que, en la mateixa època, va ser restaurat pel pintor reial Juan García de Miranda. Juntament amb altres quadres, va ser traslladat al nou Palau Reial de Madrid, construït sobre les runes de l'anterior palau que, posteriorment, passà a formar part del Museu Reial de Pintures, el que més tard seria el Museu del Prado. Al segle xix, José de Madrazo, director del museu, va organitzar un nou catàleg realitzat pel seu fill Pedro de Madrazo, de les col·leccions de pintura i, per primera vegada, va emprar el nom de Las Meninas per referir-se a la pintura de Velázquez.
Durant la guerra civil espanyola van ser evacuades, juntament amb altres obres mestres, per l'equip de Jaques Jaujard. Van ser portades a Ginebra.
El 1984, enmig d'una forta controvèrsia, va ser restaurat per un equip sota la direcció de John Brealey, expert del Metropolitan Museum of Art de Nova York, juntament amb els especialistes del Museu del Prado. La intervenció es va reduir, més aviat, a eliminar capes de vernís que s'havien esgrogueït i alteraven l'efecte dels colors. L'estat actual de la pintura és excepcional, especialment si es té en compte la seva mida gran i l'antiguitat.

## Societat i vida cultural
El 1658, Espanya va ser derrotada pels anglesos a Dunkerque, en la batalla de les Dunas, i el govern del Cardenal Mazzarino va intentar que França pactés una aliança amb Anglaterra. Espanya, el 1659, firmà la Pau dels Pirineus que donà fi a la Guerra dels Trenta Anys; amb aquest acord, va haver de cedir el Rosselló a França, junt amb una part de la Cerdanya i una part dels Països Baixos. A més, es va imposar el matrimoni entre el rei de França Lluís XIV i Maria Teresa d'Àustria filla de Felip IV de Castella. Velázquez, a causa del seu càrrec en la cort espanyola, va haver d'anar a l'Illa dels Faisans per preparar la trobada, i després d'aquest viatge, morí a Madrid el 1660; l'any 1661 morí Mazzarino, i el 1665, el rei Felip IV.
Un fet literari destacat de l'any 1660 va ser l'estrena de l'obra Celos aún del aire matan, amb text de Calderón de la Barca i música de Juan de Hidalgo. Pel que fa a la pintura, destaquen el quadre de Vermeer, Noia somrient amb un soldat, que dos anys abans havia pintat La cuinera (1658).

Creu de l'orde de Sant Jaume.

Des dels anys 1650, Velázquez tenia la reputació de gran coneixedor de les arts, i la majoria de la col·lecció del Museu del Prado –per exemple, Tiziano, Veronès i Tintoretto–, va ser adquirida i organitzada sota la direcció de Velázquez. Va ser enterrat el 6 d'agost de 1660 amb el vestit i la insígnia de cavaller de l'orde de Sant Jaume, distinció que tant desitjava aconseguir en vida. Es diu que va ser Felip IV el que després de la mort de l'artista va afegir al quadre de Las Meninas la creu de l'orde sobre el pit de Velázquez.
S'ha dit que al regnat de Felip IV hi havia uns trenta mil cortesans. Entre les grans passions del monarca, que havia deixat el govern pràcticament a les mans del comte duc d'Olivares, es trobava el teatre, i escrivia comèdies que ell mateix representava a la cort.
L'any 1665, any de la mort del seu pare, la infanta Margarida d'Espanya contragué matrimoni amb l'emperador Leopold I, fill de l'emperador Ferran III i de la infanta Marianna d'Espanya.

## Descripció

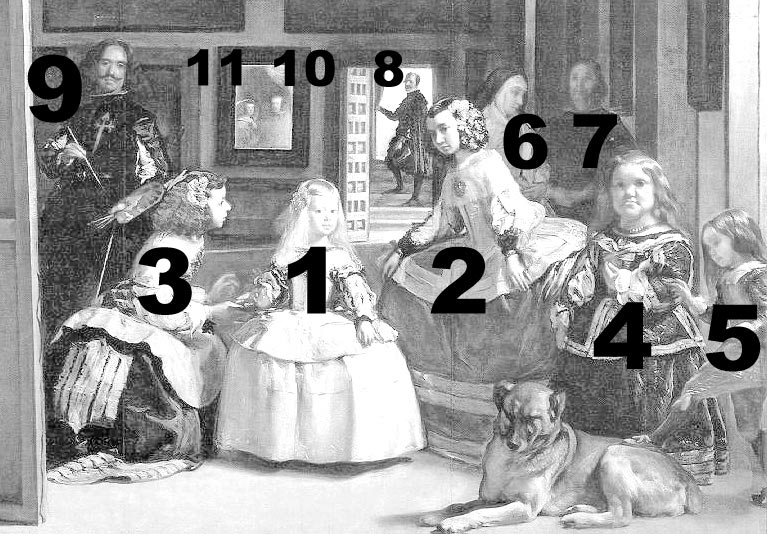
Numeració dels personatges de Las Meninas

### Personatges
Aquesta numeració dels personatges correspon a la que apareix a la il·lustració de la dreta.
1.- Margarida d'Espanya. La princesa, una nena en el moment de la realització de la pintura, té cinc anys; al voltant d'ella gira tota la representació de Les Meninas. És un dels personatges de la família reial que més va retratar Velázquez, ja que des de molt jove estava compromesa en matrimoni amb el seu oncle matern, i els retrats realitzats pel pintor servien, un cop enviats, per informar Leopold I sobre l'aspecte de la seva promesa. Es conserven d'ella excel·lents retrats en el Museu Kunsthistorisches de Viena. La va pintar per primera vegada quan no havia complert els dos anys. Aquest quadre es troba a Viena i es considera com una de les joies de la pintura infantil.
2.- Isabel de Velasco. Dama d'honor de la infanta, filla del comte de Fuensalida; a la pintura està en una actitud d'alerta amb relació a la infanta.

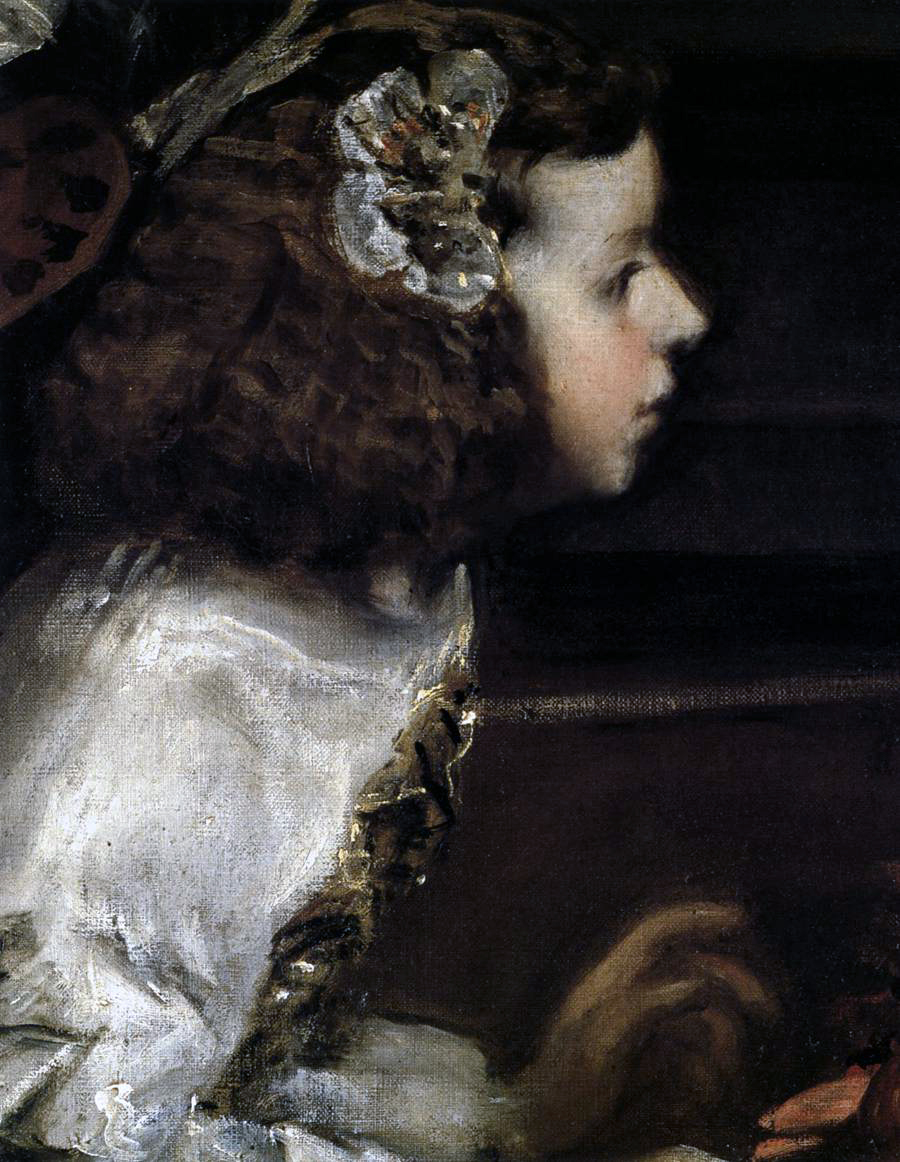
Detall de Maria Agustina Sarmiento.

3.- Maria Agustina Sarmiento. Dama d'honor, filla del comte de Salvatierra, i que més tard es casaria amb el comte de Peñaranda; està oferint aigua a la seva princesa, alhora que fa una lleugera inclinació davant seu.
4.- Mari Bárbola (Maria Bárbara Asquín). Nana hidrocèfala, que a la mort de la seva senyora, la comtessa de Villerbal i Walther, va passar a formar part del servei de Palau «amb paga, racions i quatre lliures de neu durant l'estiu».
5.- Nicolasito Pertusato. Nan, d'origen milanès; va arribar a ésser ajudant de cambra del rei i va morir a l'edat de setanta-cinc anys; segons Gómez de la Serna, «tan petit com sempre».
6.- Marcela de Ulloa. Amb vestit de vídua de Diego de Portocarrero, mare del cardenal Portocarrero; està situada en un segon terme. Encarregada de tenir cura de totes les donzelles que envoltaven la infanta Margarida, es troba conversant amb un altre personatge.

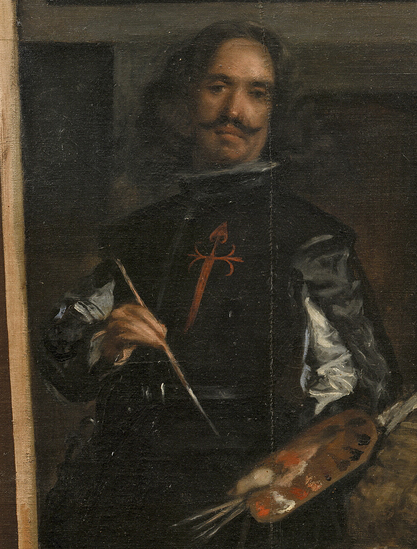
A l'esquerra del quadre, es troba el pintor davant d'una gran tela; es considera que aquest és el millor autoretrat de Velázquez. Sobre el seu pit es troba, pintada posteriorment, l'emblema de l'Orde de Sant Jaume.

7.- Diego Ruiz Azcona. Mig en la penombra, es troba aquest personatge, no anomenat a la relació d'Palomino.
8.- José Nieto Velázquez. Aposentador reial per part de la reina, com ho era el mateix pintor per part del rei; serà a palau fins a la mort. A la pintura queda situat al fons, en una porta oberta per on entra la llum exterior. Es mostra a Nieto fent una pausa, el seu genoll dret doblegat, els seus dos peus sobre graons diferents. Com diu el crític d'art Harriet Stone no es pot estar segur si la seva intenció és sortir o tornar a entrar.
9.- Diego Velázquez. L'autoretrat del pintor, que està dret, davant d'un gran llenç, i amb la paleta i el pinzell a les seves mans. L'emblema que llueix al pit va ser pintat posteriorment quan, el 1659, se l'anomenà Cavaller de l'Orde de Sant Jaume.
10 i 11.- Felip IV i la seva esposa Marianna d'Àustria. Apareixen reflectits en un mirall, col·locats en el centre del quadre; dona la sensació que el retrat dels monarques és, precisament, el que estava pintant Velázquez.

### Altres elements
En primer terme, també es pot observar un mastí espanyol que està en una actitud de repòs, sense inquietar-se en sentir damunt seu el peu de Pertusato.
Al fons de la pintura, per damunt del mirall en el qual estan reflectits els monarques, s'observen dos quadres. Segons documents de l'època, aquestes pintures es trobaven en aquesta sala i eren dues còpies realitzades per Juan Bautista del Mazo: Minerva i Aracné de Rubens, i Apol·lo i Pan de Jacob Jordaens. Representen, d'una manera simbòlica, la superioritat de les arts, un ofici noble, sobre el treball artesanal. En aquella època, Velázquez dedicava esforços per aconseguir la distinció de cavaller de l'orde de Sant Jaume, ja que als pintors, a Espanya, se'ls tractava com a simples artesans, a diferència d'altres països on monarques i pontífex els concedien el reconeixement de grans cortesans

## Anàlisi de l'obra

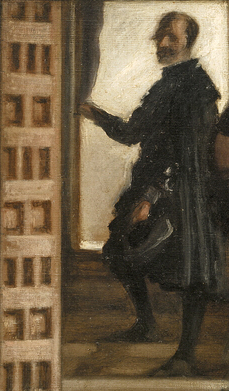
Detall de la porta del fons on es troba José Nieto, punt de fuga del quadre.

Malgrat els segles que han passat des que va ser pintat, la qualitat tècnica del quadre, amb el tractament de la textura fina i les pinzellades que semblen comptades i aplicades amb un gran mestratge, fan possible que no s'observi quasi cap esquerda (craquelé) en tot el quadre. Les mides originals del llenç van ser lleugerament retocades en una primera restauració en la qual el quadre es va tornar a entelar. A la vora superior i al costat lateral dret es poden detectar els senyals que van deixar els claus que fixaven la tela al bastidor; va ser retallada pel costat esquerre i és fer un petit doblec per fer possible la seva nova subjecció però, sembla, que es va perdre molt poc tros de la vora.
El punt de fuga de la perspectiva està darrere la porta on es troba José Nieto; precisament, allà és on la vista va tot cercant la sortida del quadre, i la gran lluminositat existent en aquest punt provoca que la mirada es fixi en aquest lloc.

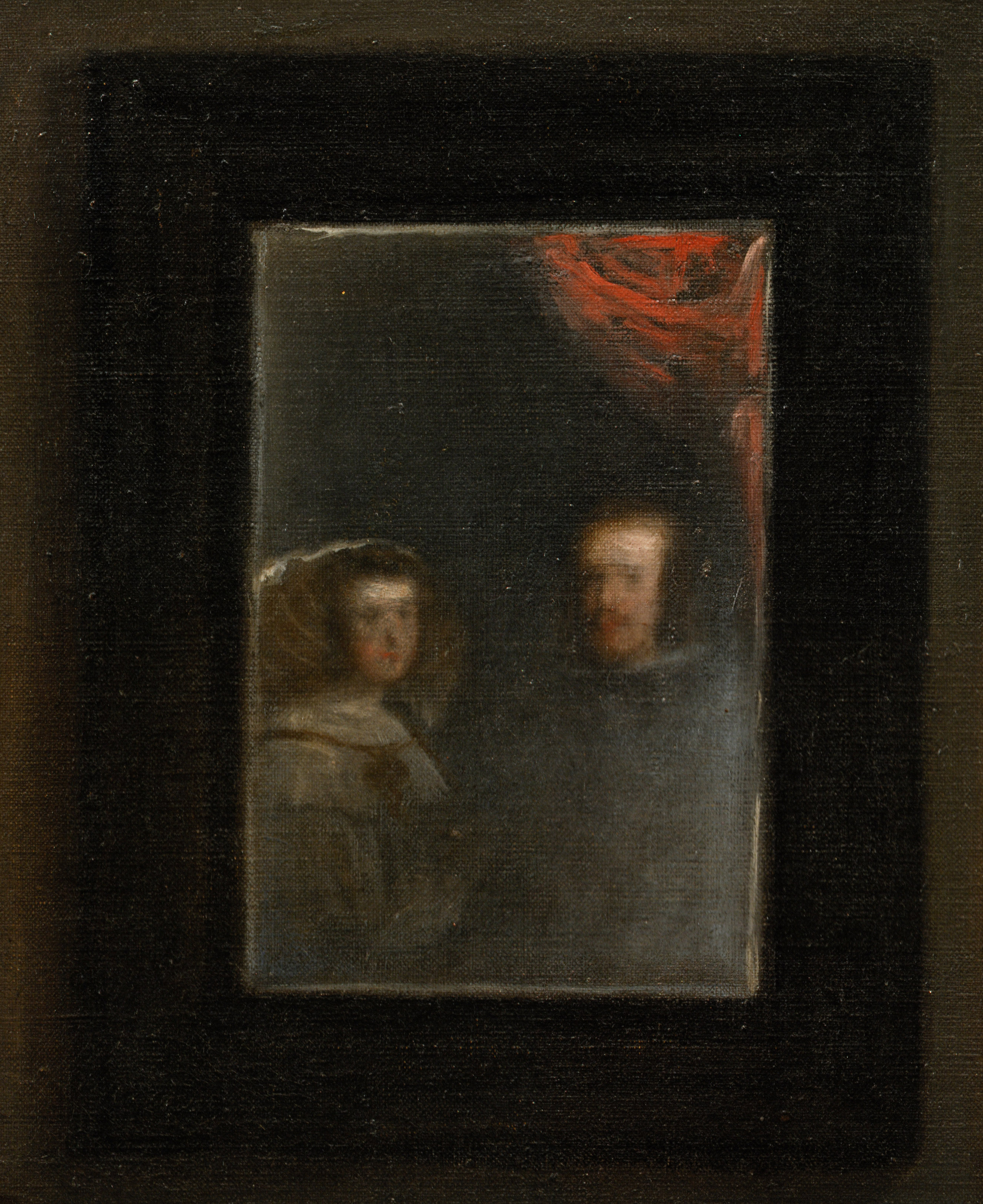
Detall de Las Meninas. Mirall del fons on són reflectits Felip IV i Marianna d'Àustria.

Velázquez utilitza els blancs de plom sense quasi mescles en diversos punts del quadre, com a les camises, els punys de Mari Bárbola o a la màniga dreta d'Agustina Sarmiento; ho fa amb un toc ràpid i decidit que aconsegueix el reflex de les vestidures i adorns, com en el cas de la infanta Margarida o a la camisa del mateix Velázquez. En els cabells de la infanta i en els seus adorns, també s'aprecia l'art de la pinzellada del mestre. En les quatre figures femenines del primer terme es copsa un tractament similar, i els vestits denoten la categoria i la classe de tela de cadascun d'ells; en el cas de Nicolás Pertusato, la definició queda més desdibuixada. Velázquez va emprar tocs de lapislàtzuli sobretot al vestit de Mari Bárbola, i ho va fer amb l'objectiu d'aconseguir reflexos en el color profund del seu vestit.
Els personatges reflectits en el mirall estan elaborats de manera més ràpida i amb una tècnica esbossada. Un mirall sobre el mur del fons reflecteix els busts dels reis, que potser estaven posant per ser ells els retratats, i són sorpresos per la visita de la seva filla i els seus acompanyants. Una hipòtesi alternativa de l'historiador H. W. Janson és que el mirall reflecteix la tela de Velázquez, tela que ja té pintada amb la representació dels reis.

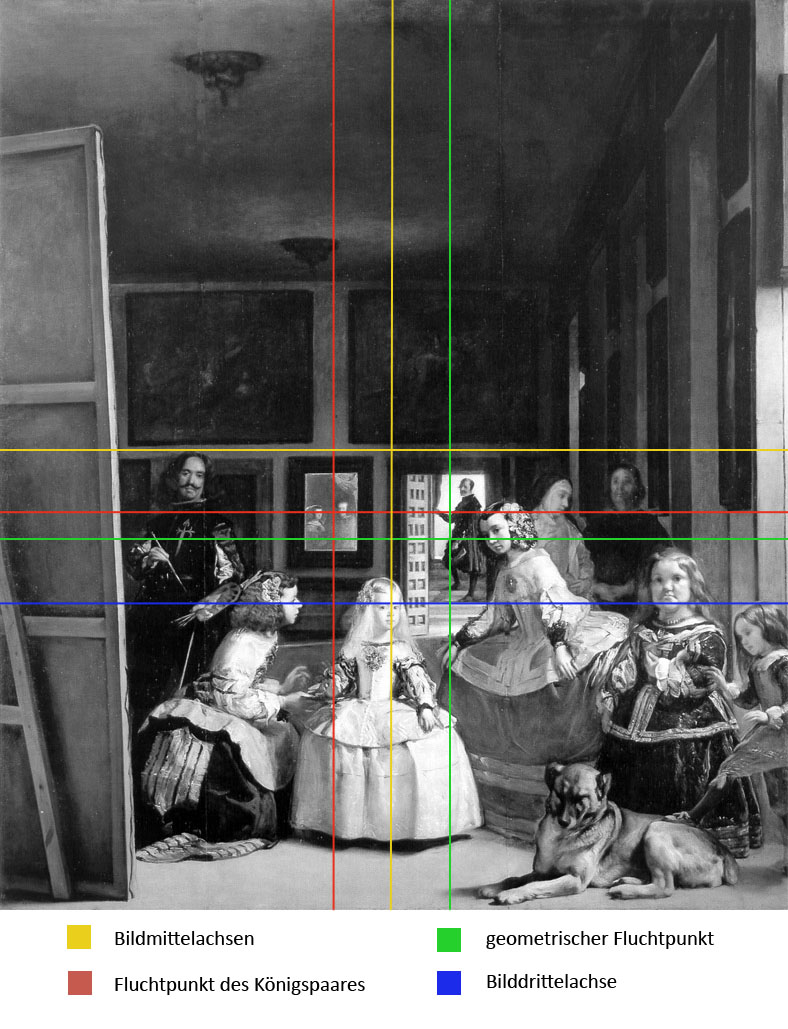
Esquema geomètric de composició de Las Meninas.Groc: eixos del centre de la imatge. Blau: eix del terç de la imatge. Verd: Punt de fuga geomètric. Vermell: Punt de fuga dels Reis.

També s'han interpretat alguns personatges des d'un punt de vista al·legòric; així, la nana Mari Bárbola té una bossa de monedes a les mans, element incongruent llevat que simbolitzés la Cobdícia. El nan Nicolasito Pertusato, que molesta el gos, seria el Mal, importunant a la Fidelitat. Encara que aquesta interpretació sembli molt atrevida, és cert que el mal apareix en els tractats d'iconografia com un personatge vestit de vermell, i el gos és símbol de fidelitat i d'alerta davant els perills. Cal recordar, a més, que Velázquez posseïa llibres d'iconografia a la seva biblioteca com el de Cesare Ripa; i se sap amb certesa quina edició posseïa Velázquez, ja que abans que pintés Las Meninas va haver-hi sis edicions d'aquest llibre.

Gran coneixedor del protocol del palau, es diu que en aquesta pintura Velázquez volia demanar sorneguerament la noblesa de la pintura i ser tractat com a Itàlia, on als pintors se'ls tenia en gran consideració. Per això es retrata en el mateix espai que la família reial però guardant la distància necessària amb els reis, que són en un altre pla diferent i només com un reflex, demostrant en aquest detall l'habilitat diplomàtica del pintor. Com diu Tolnay: 
| « | Las Meninas són com un manifest sobre la pintura com a art liberal. | » |

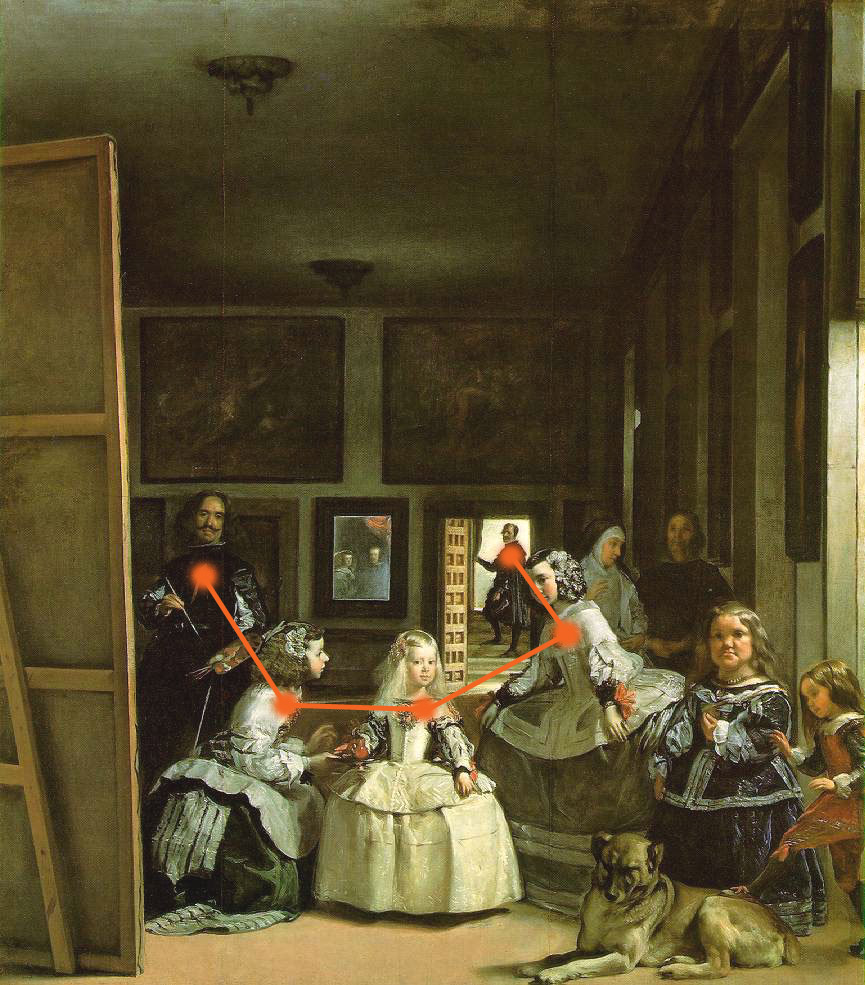
Las Meninas amb una línia imaginària corresponent a la constel·lació Corona Borealis.

A Las Meninas, podem estructurar el quadre segons diferents espais. La meitat de l'obra està dominada per un espai desèrtic, en el qual Velázquez pinta l'aire, i un espai virtual cap on el pintor dirigeix la mirada que és on, se suposa, estan els reis, o bé cap als espectadors. Un altre espai important és el del punt de fuga del fons del quadre, molt lluminós, on un personatge fuig de la intimitat del moment. Un tercer espai és el del petit mirall; i, finalment, hi ha el de la llum daurada que s'aprecia a les figures de la infanta, les menines, la nana i el gos. Són espais reals i virtuals que integren la realitat fantàstica del quadre.
Entre els llibres inventariats que pertanyien a Velázquez van aparèixer tractats d'astronomia i cosmografia com la Suma astrológica d'Antonio Nájera i la Isagogica astrologiae judiciarae de Juan Tarnier i també diversos artefactes per contemplar les estrelles. Això va ser un punt de partida del tractat publicat pel professor Jacques Lassaigne, en què va proclamar la simbologia màgica que formaven la col·locació dels principals personatges unint el cor de les figures de Velázquez, la menina Agustina Sarmiento, la infanta Margarita, la menina Isabel de Velasco i l'aposentador José Nieto amb una línia imaginària, es reconstruïa la constel·lació Corona Borealis. Aquesta mateixa opinió la va presentar el catedràtic de perspectiva i membre de la Reial Acadèmia de Belles Arts de San Fernando, Ángel del Campo mostrant la relació geomètrica que mantenia la composició de Las Meninas i la ubicació de les estrelles de la Corona Borealis, on l'estrella central es diu Margarita Coronae com la infanta, i coincideix amb el lloc central que ocupa la princesa en el quadre. A més, traçant un cercle entre aquests personatges i afegint línies cap als personatges secundaris s'obté el signe de Capricorn, que era el signe zodiacal de Marianna d'Àustria. Finalment, i dins de la mateixa investigació, s'adverteix que la llum que hi ha al quadre coincideix amb la data del 23 de desembre de 1656, data de l'aniversari de la reina.

### Diversitat d'interpretacions
Una de les característiques principals de la pintura és el seu caràcter misteriós que condueix a establir diferents principis d'interpretació. El desacord existeix ja en la mateixa acció que està descrivint el quadre, o en el moment de classificar-lo en alguna categoria. Las Meninas és:
- El retrat de la Infanta. La infanta crida l'atenció d'altres figures, té una posició central en el quadre i, a més, existeix la tensió especial en relació al focus brillant.
- Un autoretrat de Velázquez. El pintor apareix com una torre i destaca sobre les altres figures de la pintura.
- Un retrat de grup. A més, hi ha la parella reial que sorgeix a la superfície de rectangle i és presentada en un mirall a la paret del fons com una reflexió.[38]

D'altra banda, el fet que la major part de figures de la representació miren cap a fora del quadre, provoca que es distingeixen diferents punts de vista lluminosos a partir d'un focus al qual les figures dirigeixen les seves mirades. Són enumerats: 
1. la parella reial que és mirada per l'espectador;
2. l'espectador;
3. l'espectador que es considera en una superfície de mirall gran.[39]

També es fa la pregunta sense resposta de quin quadre estava pintant el pintor, quadre del qual l'espectador només veu la part del darrere. També aquí hi ha tres interpretacions possibles:
1. el pintor pinta la parella reial que és a l'àrea no visible;
2. el pintor pinta la infanta;
3. el pintor es pinta a si mateix.[40]

Aquesta ambigüitat fa de Las Meninas un subjecte de discussió constant.

## Influència deLas Meninasde Velàzquez

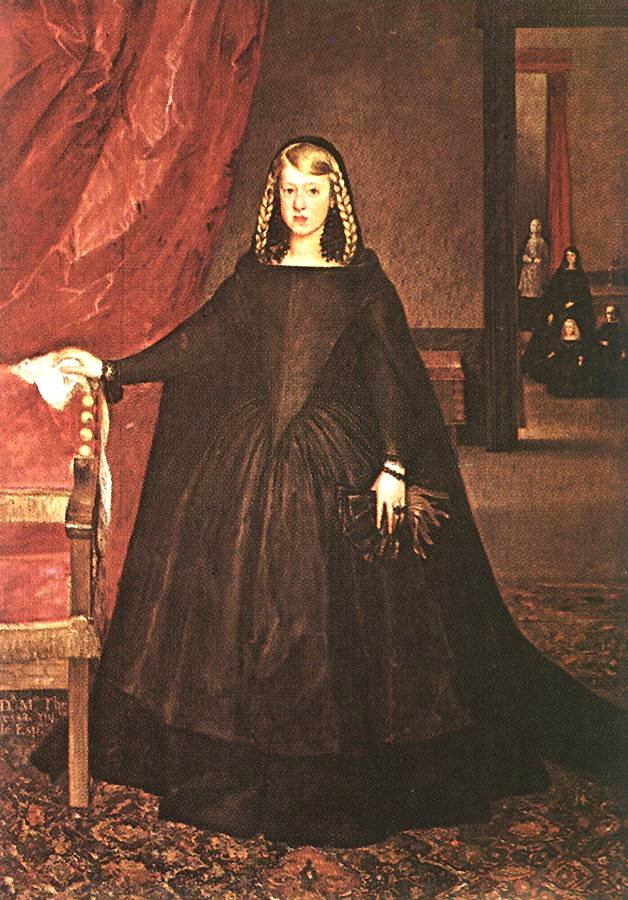
Retrat de Margarita d'Espanya, 1666, Museu del Prado per Juan Bautista del Mazo.

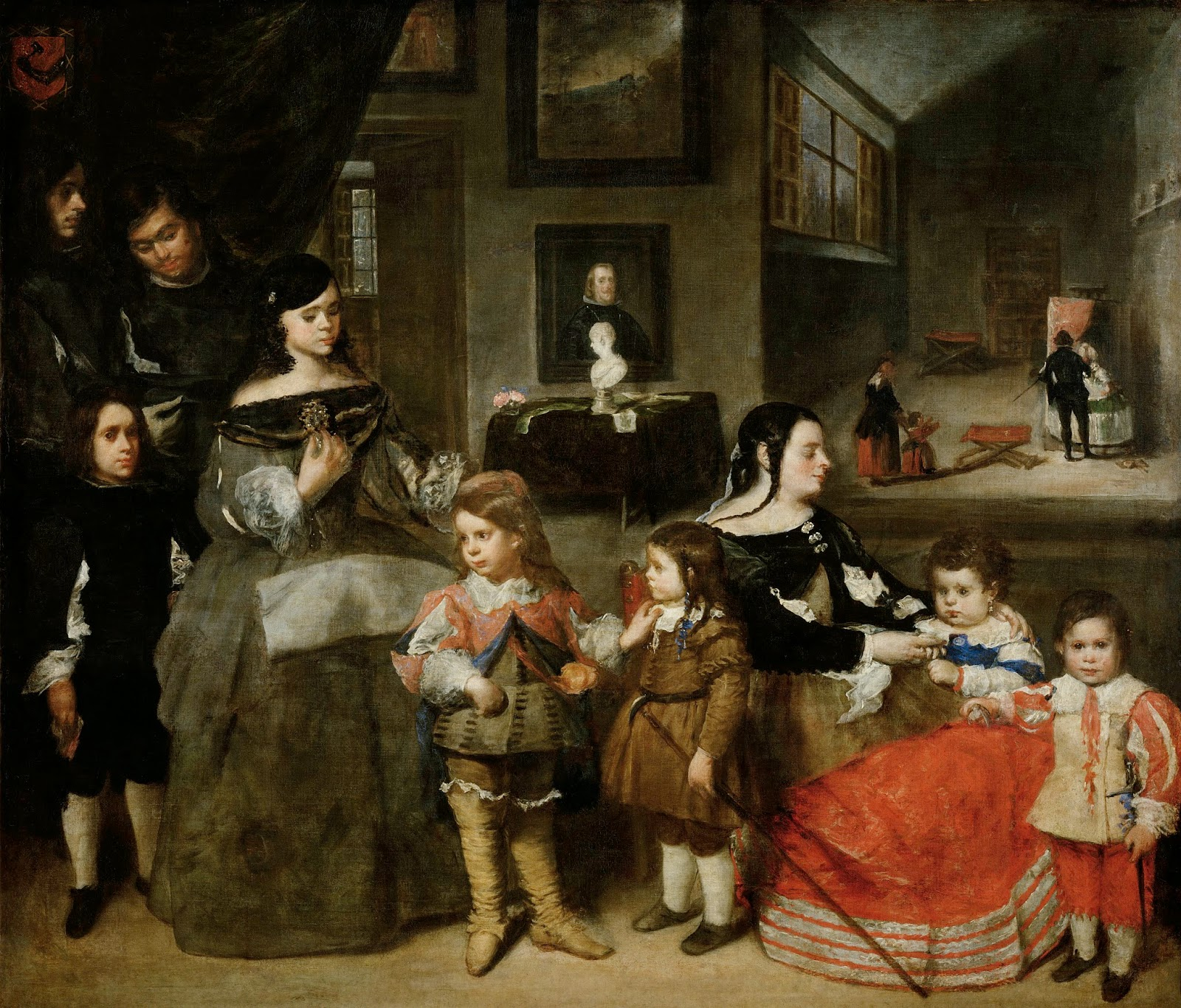
La família del pintor per J. B. Martínez del Mazo.

El primer seguidor de Velázquez va ser sens dubte el seu gendre Juan Bautista del Mazo, pintor de cambra de Felip IV l'any 1661. En el retrat de la infanta Margarida d'Espanya de 1666, en el pla posterior, es pot apreciar la col·locació de Carles II i la nana Mari Bárbola en una escena similar a la de Las Meninas de Velázquez.
També l'ambientació i la disposició dels diversos elements de la seva obra La Família del pintor Juan Bautista Martínez del Mazo, en la qual representa tota la seva família i personal del servei, remet sens dubte a Las Meninas.
Luca Giordano, anomenat també Lucas Jordán, el 1700, després d'un viatge a Madrid on va poder admirar el quadre de Las Meninas, va realitzar una pintura anomenada Homenatge a Velázquez (National Gallery, Londres).
Goya va ser un pintor fortament influenciat per la pintura de Velázquez. Quan va entrar a treballar a la cort espanyola, va tenir accés a les col·leccions de pintura de la cort, i el 1778 publica una sèrie d'aiguaforts en la qual reprodueix quadres de Velázquez. També l'any 1800 realitzà el retrat de La família de Carles IV on, en un acte d'homenatge al pintor de Las Meninas, Goya s'autoretrata mirant cap a l'espectador a l'esquerra de la família reial, s'acosta en aquesta pintura la instantània fotogràfica, com ja havia fet al quadre La família de l'Infant Lluís l'any 1784, en la qual també s'autoretrata a la part esquerra com havia fet Velázquez a Las Meninas.
| Obres de Francisco Goya amb influència de Velázquez. | Obres de Francisco Goya amb influència de Velázquez. |
| ---------------------------------------------------- | ---------------------------------------------------- |
| La família de l'Infant don Lluís                     | La família de Carles IV                              |
| La família de l'Infant don Lluís. 1784.              | La família de Carles IV. 1800.                       |

El pintor dels Estats Units John Singer Sargent, va estar influït per Velázquez en els retrats, però en l'obra que més s'acosta al gran mestre és al quadre Les filles de la família Boit, realitzat l'any 1882, on intenta de captar l'aire de l'interior com a Las Meninas. Es conserva al Museu de Belles Arts de Boston.

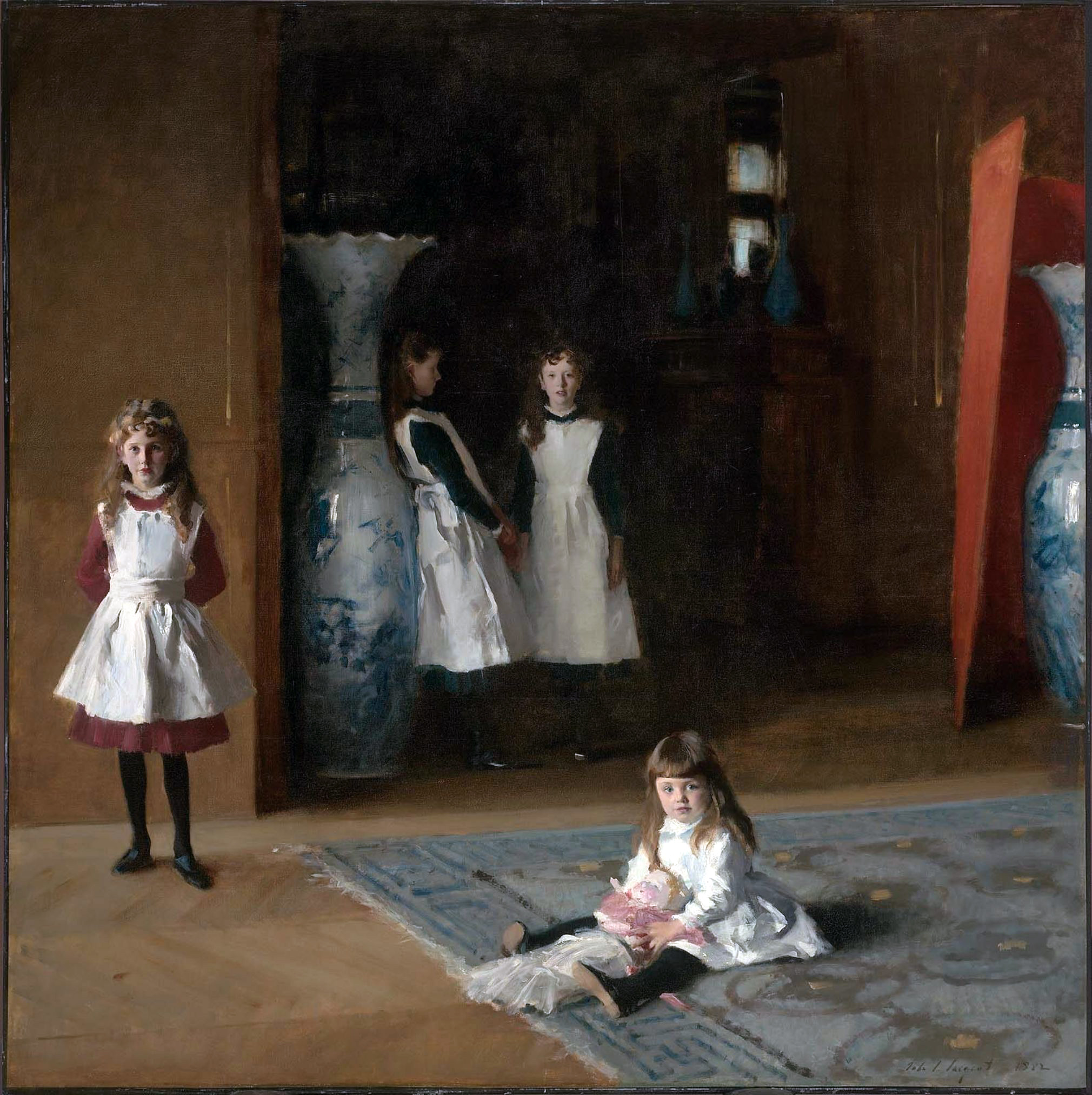
John Singer Sargent, Les filles de la família Boit, 1882, Museum of Fine Arts, Boston.

Salvador Dalí a les seves últimes obres cada vegada s'acosta més als grans mestres que sempre va admirar, entre els quals es trobava Velázquez. L'any 1973 la seva pintura Quadre estereoscòpic inacabat aconsegueix la multiplicació de l'espai a través del mirall on també apareix el seu propi autoretrat en clara al·lusió a Las Meninas.
Gran nombre d'artistes han realitzat obres a partir de Las Meninas, per tant es pot dir que les seves obres han estat influïdes per Velázquez, entre ells destaquem: Richard Hamilton, Cristóbal Toral, Antonio Saura, Equip Crònica, també escultors s'han unit amb obres relacionades com Jorge Oteiza el 1958 amb l'escultura Homenatge a Las Meninas o Manolo Valdés.Tots aquests artistes han estat reunits per una gran exposició al Museu Picasso de Barcelona amb el nom d'Oblidant Velázquez Las Meninas l'any 2008.
Famosa és la frase de Picasso dita el 1950 al seu amic Sabartés en una conversa sobre art:
| « | Si algú es posés a copiar Las Meninas, totalment de bona fe, posem per cas, en arribar a cert punt, i si el que les copiés fos jo, diria: I si posés aquesta una miqueta més a la dreta o a l'esquerra? Jo provaria de fer-ho a la meva manera, oblidant-me de Velázquez. | » |

Las Meninas de Picasso

Seduït per Las Meninas, que li havia cridat l'atenció quan era jove, el 17 d'agost de 1957, Picasso comença a treballar a Canes en l'elaboració d'una sèrie amb 58 interpretacions de l'obra, que acaba al desembre del mateix any. A la primera interpretació pinta l'escena sencera i sense color, solament amb grisalla. A Velázquez el representa de mida molt més gran, el seu cap arriba a tocar el sostre i destaca sobre manera al seu pit la gran creu de l'orde de Sant Jaume. Els rostres de les meninas Agustina Sarmiento i Isabel de Velasco els fa amb traços angulosos que contraresten amb les cares rodones amb què dibuixa a la infanta Margarida i als nans Mari Bárbola i Pertusato. A Marcela Ulloa i el seu acompanyant Diego Ruiz Azcona els mostra com a personatges fantasmagòrics posats dintre d'una espècie de fèretres. Ressalta els ganxos del sostre que en Velázquez passen gairebé desapercebuts; simplement són ganxos per llums i a la versió de Picasso els destaca donant la sensació de sala de tortures. Una altra variant és l'obertura dels porticons de tots els finestrals de l'habitació palatina. És pràcticament d'estil cubista. El 30 de desembre de 1957 Picasso clou la sèrie de Las Meninas amb el retrat d'Isabel de Velasco.

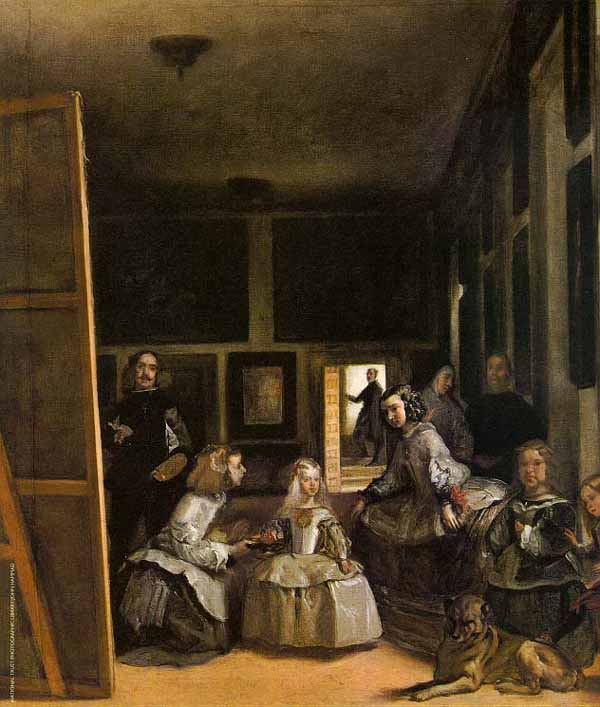
Las Menines de Kingston Lacy.

El 2004, l'artista de vídeo Eve Sussman va filmar 89 Segons al Alcázar, un quadre viu d'alta definició de vídeo inspirat en Las Meninas. El treball és una reconstrucció en 89 segons del moment quan la família reial i els seus cortesans haurien vingut plegats fins a la configuració exacta de la pintura de Velázquez. Sussman va comptar amb un equip de 35 persones, incloent-hi un arquitecte, un dissenyador, un coreògraf, un dissenyador de vestits, actors, actrius, i un equip de rodatge.
L'escriptor irlandès Oscar Wilde es va inspirar en Las Meninas per escriure el seu conte L'aniversari de la infanta.
El dramaturg Antonio Buero Vallejo va escriure el 1959 l'obra de teatre Las Meninas, estrenada en el Teatro Español de Madrid el 9 de desembre de 1960 sota la direcció de José Tamayo.

## Una altra versió deLas Meninas
Una versió reduïda del quadre (142 × 122 cm) es conserva al palau de Kingston Lacy, a Dorset, Anglaterra. Diversos experts com Matías Díaz Padrón insisteixen en el fet que podria ser un esbós pintat per Velázquez abans que l'original del Museu del Prado, potser perquè fos aprovat pel rei. Tanmateix, alguns experts creuen que és una còpia, potser del segle xviii, però en qualsevol cas conté gran interès perquè no es coneix cap altra còpia de Las Meninas anterior al segle xix.
Aquest esbós el guardava Gaspar Melchor de Jovellanos en temps de Ceán Bermúdez. La seva composició és quasi idèntica a l'original, i sota el color s'aprecien línies de llapis que dibuixen l'oval de la cara de la infanta, així com els ulls i els cabells. Està realitzat amb uns colors de tons més clars i la llum també és menys forta que en l'original. Un estudi de Miguel Usandizaga suggereix que aquesta còpia de Las Meninas es tracta en realitat d'un equivalent a negatiu pictòric realitzat amb cambra fosca a causa de les perspectives d'ambdós quadres sent idèntiques i una línia vertical que no està al quadre original.